# Evangelische Kirche (Helmstadt)

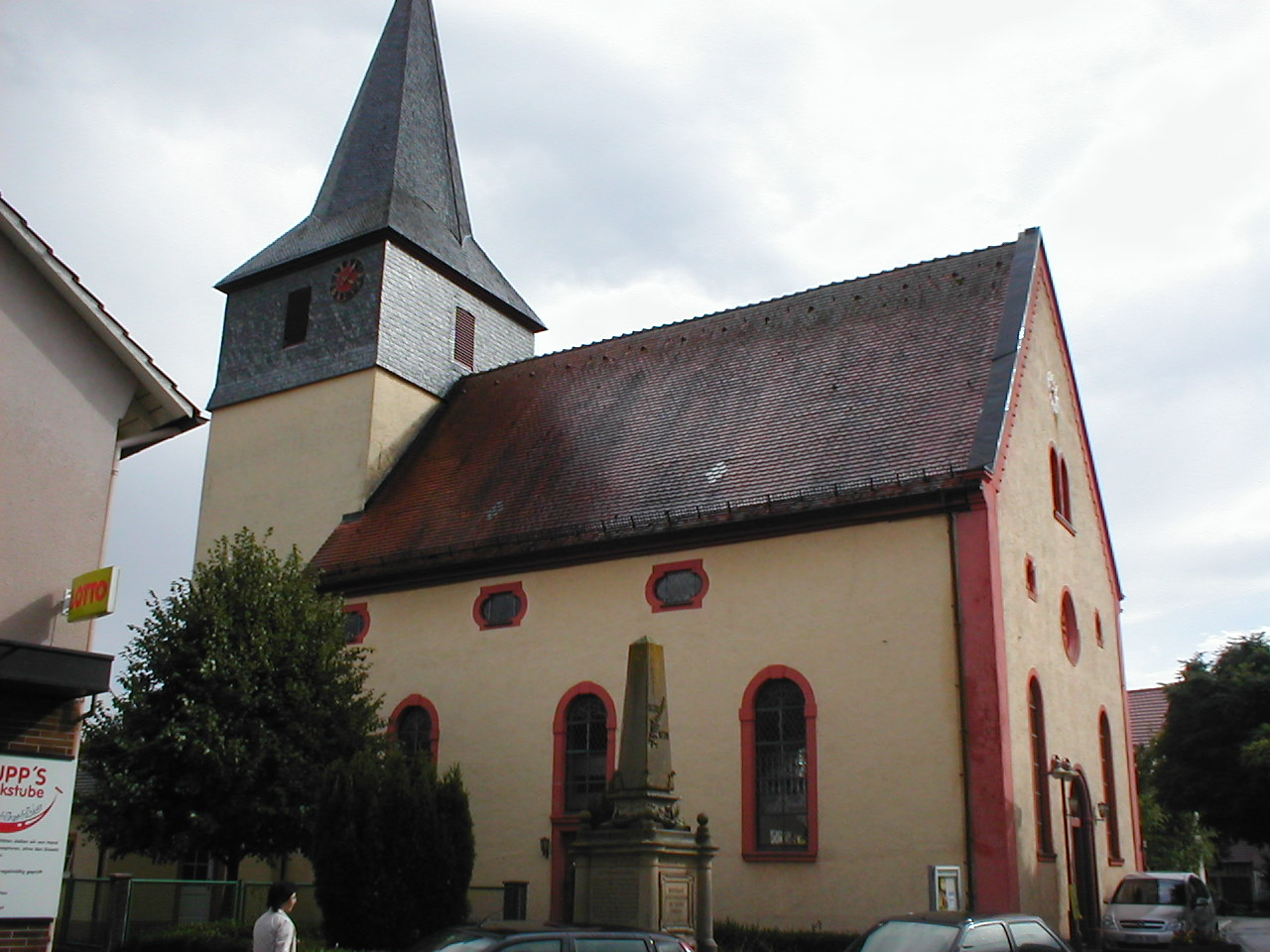
Evangelische Kirche in Helmstadt

Die Evangelische Kirche steht in Helmstadt, einem Gemeindeteil von Helmstadt-Bargen im Rhein-Neckar-Kreis in Baden-Württemberg. Das Bauwerk ist beim Landesamt für Denkmalpflege Baden-Württemberg als Baudenkmal eingetragen. Die Kirchengemeinde gehört zum Kirchenbezirk Kraichgau der Evangelischen Landeskirche in Baden.

## Beschreibung
Die 1751 erbaute Saalkirche besteht aus einem Langhaus, einem Chorturm im Osten, an dessen Nordwand die Sakristei angebaut ist, und einer neuromanischen Fassade im Westen. Der Chorturm wurde mit einem schieferverkleidetem Geschoss aufgestockt, das die Turmuhr und den Glockenstuhl für die vier Kirchenglocken beherbergt, und mit einem achtseitigen Knickhelm bedeckt.
Im Innenraum des Chors, also im Erdgeschoss des Chorturms, befindet sich ein spätgotisches Sakramentshaus.